# Штайнбах-ам-Вальд
Штайнбах-ам-Вальд (нім. Steinbach am Wald) — громада в Німеччині, розташована в землі Баварія. Підпорядковується адміністративному округу Верхня Франконія. Входить до складу району Кронах.
Площа — 35,47 км2. Населення становить 3024 ос. (станом на 31 грудня 2020).